# Miss New York USA

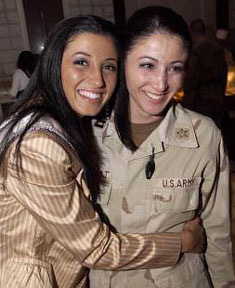
Miss New York USA 2004 Jaclyn Nesheiwat (esquerda) visitou as tropas americanas no Iraque em março de 2004. Durante a estada em Bagdá, ela encontrou a sua irmã, a Capitã do Exército Julie Nesheiwat (direita)

A competição de Miss New York USA (Miss Nova York USA ou Miss Nova York EUA, em português) é o concurso de beleza destinado a eleger a representante do Estado de Nova York para o concurso Miss USA. Nova York é um dos Estados mais bem-sucedidos na história do Miss USA e está em terceiro lugar em termos de número e valor de classificações em todos os anos da competição.
O melhor desempenho do Estado ocorreu entre 1957 e 1966, quando obteve uma sequência ininterrupta de classificações. Nova York também tem um recorde de três segundos lugares consecutivos entre 1972 e 1974. Em 1954, Karin Huitman ficou em terceiro lugar. Mais tarde, ela passaria para o segundo lugar, depois que a primeira-substituta original, Miss Virginia USA, foi destituída devido à sua idade (tinha 16 anos). Como na época não existia a regra que obrigava a segunda colocada a assumir o posto de Miss USA caso a vencedora nacional levasse a coroa de Miss Universo, Karin ficou apenas como segunda colocada. Huitman, então, foi eleita Miss World USA (Miss Mundo EUA) e ficaria em segundo lugar no Miss Mundo 1954.
Se Shanna Moakler for contabilizada, Nova York tem o terceiro maior número igual de vitórias no Miss USA. O Estado também tem o terceiro maior número de finalistas e semi-finalistas (33).
Quatro misses New York USA competiram no Miss Teen USA, incluindo duas que venceriam a coroa de Miss USA (Kimberly Pressler e Shanna Moakler). Destas, apenas três tiveram o título de Miss New York Teen USA; uma representou Rhode Island (Moakler) e uma Nova Hampshire (Maureen Murray). Apenas uma Miss New York USA competiu no Miss América.

## Vencedoras
| Ano  | Nome                  | Cidade              | Idade1 | Classificação no Miss USA | Premiações Especiais no Miss USA | Notas |
| ---- | --------------------- | ------------------- | ------ | ------------------------- | -------------------------------- | --- |
| 2020 | Andreia Gibau         | Cidade de Nova York | 24     |                           |                                  | Anteriormente Miss Earth USA 2017 |
| 2019 | Florinda Kajtazi      | Yonkers             | 27     |                           |                                  | Nascida em Kosovo. |
| 2018 | Genesis Suero         | Brooklyn            | 26     |                           |                                  | Nasceu em Barahona na República Dominicana. |
| 2017 | Hannah Lopa           | Spencerport         | 25     | Top 10                    |                                  | |
| 2016 | Serena Bucaj          | Suffern             | 24     |                           |                                  | Nascida na Albânia. |
| 2015 | Thatiana Diaz         | Cidade de Nova York | 23     | Top 15                    |                                  | Nascida na República Dominicana. Anteriormente Miss New York Teen USA 2010 e Top 15 no Miss Teen USA 2010. |
| 2014 | Candace Kendall       | Rochester           | 25     |                           |                                  | Anteriormente Miss New York Teen USA 2006. |
| 2013 | Joanne Nosuchinsky    | Cidade de Nova York | 24     |                           |                                  | |
| 2012 | Johanna Sambucini     | Cidade de Nova York | 24     |                           |                                  | Nascida na República Dominicana. Anteriormente Miss Comunidad Dominicana En EEUU World 2011. |
| 2011 | Amber Collins         | Cidade de Nova York | 25     | Top 16                    |                                  | |
| 2010 | Davina Reeves         | Harlem              | 26     |                           |                                  | |
| 2009 | Tracey Chang          | Nova York           | 25     |                           |                                  | Primeira descendente de chineses a ser coroada Miss New York USA. |
| 2008 | Danielle Roundtree    | Miami, FL           | 20     |                           |                                  | Também competidora na 8ª temporada do American Idol, cortada nas rodadas de Hollywood |
| 2007 | Gloria Sophia Almonte | Bronx               | 23     |                           |                                  | Previously Miss New York Teen USA 2001 (1st Runner-up at Miss Teen USA 2001)and Miss Puerto Rico Universe 2009 (semifinalist) |
| 2006 | Adriana Diaz          | Bronx               | 21     |                           |                                  | Anteriormente Miss New York Teen USA 2003 |
| 2005 | Meaghan Jarensky      | Bronx               | 26     | Top 10                    |                                  | Mais tarde Mrs. New York America 2010 sob o nome de casada, Meaghan Castaldi. |
| 2004 | Jaclyn Nesheiwat      | Cidade de Nova York | 23     |                           |                                  | Mais tarde Mrs. Florida America 2008 e 2ª colocada no Mrs. America 2008 sob o nome de casada, Jaclyn Stapp. |
| 2003 | Nadia Behette         | Brooklyn            | 25     |                           |                                  | |
| 2002 | Karla Cavalli         |                     | 26     | Top 10                    |                                  | |
| 2001 | Lisa Pavlakis         |                     | 23     |                           |                                  | |
| 2000 | Carrie Tucker         |                     | 24     | Top 10                    |                                  | |
| 1999 | Melissa Huggins       |                     |        |                           |                                  | Successora na coroa |
| 1999 | Kimberly Pressler     | Franklinville       | 21     | Vencedora                 |                                  | Não-semi-finalista no Miss Universo 1999, anteriormente Miss New York Teen USA 1994 |
| 1998 | Susan Wisdom          |                     |        |                           |                                  | |
| 1997 | Ramona Rueter         | Rochester           | 26     |                           |                                  | |
| 1996 | Keelin Curnuck        |                     | 23     |                           |                                  | |
| 1995 | Shanna Moakler        | Cidade de Nova York | 19     | Vencedora                 |                                  | Se tornaria Miss USA 1995 depois que Chelsi Smith venceu o Miss Universo 1995; Anteriormente Miss Rhode Island Teen USA 1992 (semi-finalista no Miss Teen USA 1992, Miss Teen All American 1992 como Miss Rhode Island); Playmate e atriz; Atual co-diretora dos concursos Miss California USA e Miss California Teen USA |
| 1994 | Jennifer Gareis       |                     | 21     | Finalista                 |                                  | Atriz mais conhecida por seus papeis em The Young and the Restless e The Bold and the Beautiful |
| 1993 | Wendy Mock            | Long Island         | 21     | Semi-finalista            |                                  | |
| 1992 | Christine Beachak     |                     |        |                           |                                  | Representou Nova York no Miss Oktoberfest 1993, sem se classificar |
| 1991 | Maureen Murray        |                     | 24     | Semi-finalista            |                                  | Anteriormente Miss New Hampshire Teen USA 1983 |
| 1990 | Patricia Murphy       |                     |        |                           |                                  | |
| 1989 | Jennifer Fisher       |                     |        |                           |                                  | |
| 1988 | Linnea Mancini        | Carmel              | 24     |                           |                                  | Se tornou diretora de concursos em todos os episódios do reality show "Crowned the Mother of all Pageants", exibido pela The CW |
| 1987 | Constance McCullough  | Cidade de Nova York |        |                           |                                  | |
| 1986 | Beth Laufer           | West Islip          |        |                           |                                  | |
| 1985 | Lovey King            | Yonkers             |        |                           |                                  | |
| 1984 | Caroline Flury        | West Seneca         |        |                           |                                  | Miss Oktoberfest 1983 como Miss Buffalo |
| 1983 | Jennifer Mikelinich   | Huntington          |        | Semi-finalista            |                                  | |
| 1982 | Annemarie Henderson   | Monroe              |        |                           |                                  | |
| 1981 | Deborah Fountain      |                     |        |                           |                                  | Foi impedida de competir no Miss USA depois de ser descoberta pagando pelo seu traje de banho durante a etapa premiminar. |
| 1980 | Debra Sue Maurice     | Cidade de Nova York |        | Semi-finalista            |                                  | 2ª colocada no Miss World USA 1978 como Miss Massachusetts |
| 1979 | Mary Therese Friel    | Pittsford           |        | Vencedora                 |                                  | Semifinalista no Miss Universo 1979 |
| 1978 | Darlene Javits        |                     |        |                           |                                  | |
| 1977 | Debbie Martin         | Cidade de Nova York |        |                           |                                  | |
| 1976 | Carol Doerr           |                     |        |                           |                                  | |
| 1975 | Sonja Anderson        | Cidade de Nova York |        |                           |                                  | Depois Miss New York 1977 |
| 1974 | Barbara Cooper        |                     |        | 2ª colocada               | Miss Fotogenia                   | |
| 1973 | Susan Carlson         |                     |        | 2ª colocada               |                                  | Representou o Tennessee no Miss World USA 1975, mas não conseguiu se classificar. Depois Miss International USA 1976, 4ª colocada no Miss Internacional 1976. |
| 1972 | Alberta Phillips      |                     |        | 2ª colocada               |                                  | |
| 1971 | Barbara Lopez         |                     |        |                           |                                  | |
| 1970 | Christina Tefft       | Cidade de Nova York |        | Semi-finalista            |                                  | |
| 1969 | Rosemary Hradek       |                     |        | Semi-finalista            |                                  | |
| 1968 | June West             |                     |        | Semi-finalista            |                                  | |
| 1967 | Wendy Cox             |                     |        |                           |                                  | |
| 1966 | Nancy Self            |                     |        | Semi-Finalista            | Melhor Traje Típico Estadual     | |
| 1965 | Gloria Jon            |                     |        | Semi-finalista            |                                  | |
| 1964 | Dorothy Langhans      |                     |        | Semi-finalista            |                                  | 5ª colocada no Miss World USA 1965 |
| 1963 | Jeanne Marie Quinn    |                     |        | Semi-finalista            |                                  | Mais tarde Miss World USA 1964, semifinalista no Miss Mundo 1964, 2ª colocada no Miss American Beauty 1964, título usado para a representante americana no Miss Internacional |
| 1962 | Sherralyn Patecell    |                     |        | Semi-finalista            |                                  | |
| 1961 | Alexa Currey          |                     |        | 4ª colocada               |                                  | |
| 1960 | Mary Rodites          |                     |        | 2ª colocada               |                                  | |
| 1959 | Arlene Nesbitt        |                     |        | 5ª colocada               |                                  | |
| 1958 | Virginia Fox          |                     |        | Semi-finalista            |                                  | |
| 1957 | Sanita Pelkey         |                     |        | Semi-finalista            |                                  | |
| 1956 | Kay Douglas           |                     |        |                           |                                  | |
| 1955 | Janet Kadlecik        |                     |        | Semi-finalista            |                                  | |
| 1954 | Karin Hultman         |                     |        | 3ª colocada               |                                  | Mais tarde 2ª colocada depois que a primeira-substituta original foi destituída. Depois Miss World USA 1954 e 2ª colocada no Miss Mundo 1954. |
| 1953 | Reta Knapp            |                     |        | Semi-finalista            |                                  | |
| 1952 | Jackie Loughery       |                     |        | Vencedora                 |                                  | Semi-finalista no Miss Universo 1952 |

1 Idade à época do concurso Miss USA